# 特雷迪永
特雷迪永（法語：Trédion，法語發音：[tʁedjɔ̃]）是法国莫尔比昂省的一个市镇，属于瓦讷区。

## 地理
特雷迪永（47°47'33"N, 2°35'36"W）面积25.76 平方千米，位于法国布列塔尼大區莫尔比昂省，该省份为法国西北部沿海省份，位于布列塔尼半岛南部，北起阿摩尔滨海省、西接菲尼斯泰尔省，南濒大西洋，东南接大西洋卢瓦尔省，东临伊勒-维莱讷省。
与特雷迪永接壤的市镇（或旧市镇、城区）包括：普吕姆莱克、塞朗、圣吉约马尔、勒库尔、埃尔旺、普洛德朗。

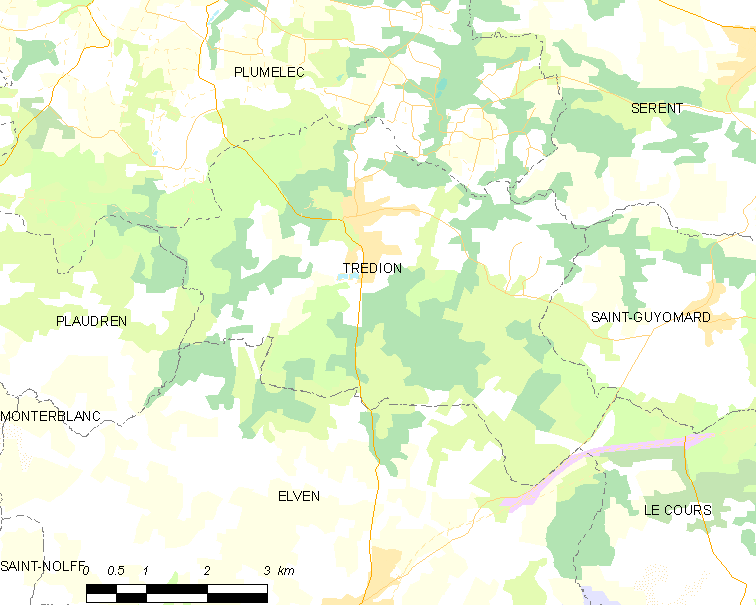
特雷迪永的OSM定位图

特雷迪永的时区为UTC+01:00、UTC+02:00（夏令时）。

## 行政
特雷迪永的邮政编码为56250，INSEE市镇编码为56254。

## 政治
特雷迪永所属的省级选区为凯斯唐贝尔县。

## 人口

1962-2008年间特雷迪永人口变化图示

特雷迪永于2022年1月1日时的人口数量为1369人。